# Chalerm Yoovidhya
Chalerm Yoovidhya, né en septembre 1950 à Bangkok, est un homme d'affaires et milliardaire thaïlandais. 
Il est l'héritier de la firme autrichienne Red Bull. En 2022, la valeur de sa fortune est estimée à 20,2 milliards de dollars.

## Biographie
Chalerm Yoovidhya est le fils aîné de Chaleo Yoovidhya, créateur de Krating Daeng et co-créateur de la boisson énergisante Red Bull. Son frère Saravoot Yoovidhya dirige Red Bull en Thaïlande et est l'un des principaux administrateurs du conseil d'administration de Kasikorn Bank.

## Vie privée
Chalerm est marié à Daranee Yoovidhya, père de trois enfants, et vit à Bangkok, en Thaïlande,. Ses fils sont Varangkana Kritakara, Varit et Vorayuth Yoovidhya.